# 骨髓
骨髓（拉丁語：Medulla ossium）是一种位于较大骨骼腔中的半固态组织，主要由造血组织、脂肪组织与支持造血干细胞分化的骨髓间质组成。对人体而言，产后造血能力主要由骨髓支撑。骨髓约占人体体重的4-6%
，主要分布于肋骨、椎骨、胸骨，以及骨盆中。
成人体内的骨髓每天大约能产生1000亿个血细胞，产生的血细胞通过骨髓中的血窦进入血液循环。通常人體在穩定狀況下，每小時約有1010個紅細胞與108-109個白細胞生成，以維持外周血循環中血細胞的組成與數量。在骨髓产生的血细胞中，髓系細胞（紅細胞系、粒細胞系、單核細胞系與巨核細胞-血小板系）是完全在骨髓內分化生成的；淋巴系細胞（T細胞與B細胞）的發育前期是在骨髓內完成；另外B細胞分化為漿細胞後，也回到骨髓，並在這裡大量產生抗體。
骨髓移植能用于治疗白血病等疾病。骨髓中除造血组织中存在的造血干细胞与造血祖细胞外，骨髓间质中也存在一类具有分化潜能的细胞，即间充质干细胞。

## 结构

紅血球生成與破壞的簡圖

骨髓的结构是动态的，其中的细胞成分与非细胞成分与年龄、外部环境等因素都有关系。人体的骨髓可分为红骨髓（拉丁語：medulla ossium rubra）、黄骨髓（拉丁語：medulla ossium flava）两种。5岁以前，人体内的骨髓都是红骨髓。5岁以后，人骨髓中开始出现脂肪组织，至成年后大部分骨髓均转化为黄骨髓。在慢性缺氧等条件下，成人体内的黄骨髓可转化回红骨髓。目前，红骨髓、黄骨髓之间转换的分子机制尚不十分明确。
造血組織
造血組織包括網狀結締組織與造血細胞。神經、微血管系統、網狀細胞、成纖維細胞、血窦內皮細胞、巨噬細胞、脂肪細胞等形成網狀結構，不僅為造血細胞提供支持與營養，更提供造血的微環境——基質細胞通過接觸及分泌體液因子，調節造血幹細胞及各種造血細胞的增殖及分化。
血窦
由動脈毛細血管形成，最後匯入骨髓的中央縱行靜脈。